# Ischnogasteroides flavus
Ischnogasteroides flavus är en stekelart som beskrevs av Magrett. Ischnogasteroides flavus ingår i släktet Ischnogasteroides och familjen Eumenidae. Inga underarter finns listade i Catalogue of Life.